# Dehumanizer
Dehumanizer è il sedicesimo disco in studio del gruppo heavy metal Black Sabbath, pubblicato nel giugno del 1992.

## Il disco
Dopo i risultati di vendita ottenuti con Headless Cross e Tyr, Tony Iommi decise di riunire la formazione con la quale aveva inciso Mob Rules nel 1981, ovvero Ronnie James Dio, Geezer Butler e Vinny Appice coadiuvati dal tastierista Geoff Nicholls. Con questa formazione i Black Sabbath incideranno così Dehumanizer, album ritenuto tra i più duri della discografia del gruppo britannico.
L'album, i cui testi affrontano tematiche come l'individualismo (I), le furenti critiche ai televangelisti (TV Crimes) e lo strapotere informatico (Computer God), ebbe una buona risposta dal pubblico, raggiungendo la quarantesima posizione nella classifica britannica e vincendo un disco d'oro negli Stati Uniti (i Black Sabbath non vincevano una premiazione dai tempi di Born Again, datato 1983). Il brano Time Machine fu inserito nella colonna sonora del film Wayne's World (Fusi di testa) in una versione leggermente diversa (presente come traccia bonus della pubblicazione statunitense di Dehumanizer).
All'album seguì un tour di grande successo alla fine del quale Dio abbandonò perché non concorde al fatto che il gruppo aveva accettato un invito di Ozzy Osbourne ad aprire le ultime date del suo tour, che avrebbe dovuto essere l'ultimo della sua carriera (in seguito Osbourne cambiò idea). Per rimpiazzare Dio in quella circostanza fu contattato Rob Halford, storico cantante dei Judas Priest. Alla fine del tour anche Appice abbandonerà, ritornando a suonare nei Dio (il gruppo musicale di Ronnie James Dio).

## Tracce
Tutti i brani sono stati scritti da Geezer Butler, Ronnie James Dio e Tony Iommi.
1. Computer God - 6:10
2. After All (the Dead) - 5:37
3. TV Crimes - 3:58
4. Letters from Earth - 4:12
5. Master of Insanity - 5:54
6. Time Machine - 4:10
7. Sins of the Father - 4:43
8. Too Late - 6:54
9. I - 5:10
10. Buried Alive - 4:47

Bonus tracks
1. Time Machine ~ Wayne's World Version – 3:03 (bonus nella versione statunitense)

## Formazione
- Ronnie James Dio - voce
- Tony Iommi - chitarra
- Geezer Butler - basso
- Vinny Appice - batteria
- Geoff Nicholls - tastiere